# Dny pro Izrael
Dny pro Izrael je kulturně-společenský projekt pořádaný Centrem Sion v Hradci Králové od roku 1997. Jeho hlavní týdenní program je každoročně zahájen koncem září či počátkem října slavnostním galavečerem, jehož se účastní představitelé regionální i celostátní politiky a kulturního a společenského života. Projekt pravidelně vzniká ve spolupráci s Velvyslanectvím Státu Izrael v České republice pod záštitou izraelského velvyslance a nejvyšších ústavních činitelů České republiky. 
Cílem projektu je rozvíjet přátelské vztahy mezi Českou republikou a Izraelem a vyjádřit podporu Státu Izrael v souvislosti s násilím, jemuž je dlouhodobě vystavován. Dny pro Izrael zprostředkovávají informace o historii i současnosti Izraele a zároveň představují židovskou kulturu. V rámci hlavního programu projektu se vedle slavnostního galavečera dále koná např. vzpomínkové čtení jmen obětí holocaustu na Masarykově náměstí v Hradci Králové, Klezmerové odpoledne s tradiční židovskou hudbou či veřejné shromáždění na podporu Izraele na Baťkově náměstí nebo večer s ochutnávkou izraelského vína provázenou již tradičně poslancem PhDr. Robinem Böhnischem. 
V průběhu roku se v rámci Dnů pro Izrael konají v Hradci Králové různé výstavy, pietní akce a besedy pro studenty s přeživšími holocaust, jako např. Martou Kottovou, která si prošla koncentračním táborem v Terezíně a vyhlazovacím táborem v Osvětimi-Březince, či Alexandrem Speiserem, rodákem z Českého Těšína, nyní žijícím v Izraeli, který přežil koncentrační tábory v Osvětimi a Dachau.
V roce 2013 se slavnostního galavečera 17. ročníku projektu Dny pro Izrael účastnil prezident České republiky Miloš Zeman.